# One Mo Nigga ta Go
Singles
1. 4 tha E
Sortie : 26 mars 1996
2. Dat's How I'm Livin'
Sortie : 18 mai 1996
3. Send 4 Me
Sortie : 17 décembre 1996

One Mo Nigga ta Go est le premier et unique album studio de DJ Yella, sorti le 26 mars 1996.
Cet album est un hommage à son ami de longue date, Eazy-E, décédé le 26 mars 1995, un an jour pour jour avant sa publication. Une des raisons pour lesquelles Yella a réalisé ce disque est qu'il voulait aider à financer les études des neuf enfants dEazy-E.
La photo de la pochette représente Yella accroupi devant la tombe de son ami.
Yella a produit l'intégralité des titres mais ne rappe pas sur la plupart d’entre eux. Il s'agit de son unique album solo. Après cet opus, il a délaissé l'industrie musicale pour devenir réalisateur de films pornographiques jusqu'en 2011, date à laquelle il a commencé à travailler sur un nouvel album intitulé West Coastin' mais pour lequel aucune information n'est disponible.

## Liste des titres
| No  | Titre                                           | Contient un (des) sample(s) de | Durée |
| --- | ----------------------------------------------- | --- | ----- |
| 1.  | Dose of Reality                                 | | 0:33  |
| 2.  | Westside Story (featuring Dirty Red)            | | 3:43  |
| 3.  | Interlude                                       | | 0:20  |
| 4.  | Streets Won't Let Me Go (featuring Dresta)      | Riding High de Faze-O | 4:01  |
| 5.  | Interlude                                       | | 0:10  |
| 6.  | Neva Had a Chance                               | Gotta Find a Lover de Roy Ayers | 4:40  |
| 7.  | Interlude                                       | | 0:14  |
| 8.  | 4 tha E (featuring Kokane)                      | | 4:48  |
| 9.  | Interlude                                       | | 0:12  |
| 10. | Send 4 Me (featuring Traci Nelson)              | | 6:15  |
| 11. | Interlude                                       | | 0:16  |
| 12. | Dat's How I'm Livin' (featuring B.G. Knocc Out) | A Love of Your Own de l'Average White Band Real Muthaphuckkin G's d'Eazy-E featuring B.G. Knocc Out et Dresta Impeach the President des Honey Drippers | 5:00  |
| 13. | Interlude                                       | | 0:09  |
| 14. | Ain't No Luv (featuring Dirty Red)              | | 4:20  |
| 15. | Interlude                                       | | 0:17  |
| 16. | 2Two Face (featuring Leicy Loc)                 | Eazy-Duz-It by Eazy-E (1988) | 3:37  |
| 17. | Interlude                                       | | 0:14  |
| 18. | So In Luv                                       | Moments in Love d'Art of Noise | 4:57  |
| 19. | Interlude                                       | | 0:30  |
| 20. | Not Long Ago                                    | | 3:12  |